# Bermo
Bermo est une localité et une commune rurale du Niger, chef-lieu du département de Bermo, dans la région de Maradi.

## Géographie

### Situation
La localité est située à 80 km au nord de Dakoro et 202 km au nord du chef-lieu régional Maradi.
|             | Gadabédji |           |
| Babankatami | Bermo     | Roumbou I |
|             | Korahane  | Dakoro    |

## Ibrahim ada Hassan
La commune de Bermo est instaurée en 2002.

## Population
Lors du recensement général de 2012, la population urbaine de Bermo est relevée à 1 997 habitants, la population rurale de la commune est de 28 764 habitants, soit une population communale de 30 761 habitants.

## Services et infrastructures
La localité abrite les services publics suivants :
- Mairie de Bermo
- Hôpital de District de Bermo
- Complexe d'enseignement secondaire (CES)
- CET de Bermo
- Direction départementale de l'hydraulique de Bermo

## Cultes
- Mosquée du Vendredi

La paroisse catholique de Bermo fondée en 1963, relève du diocèse de Maradi.